# Szereg Walsha
Szereg Walsha – tworzą funkcje Walsha, które można uporządkować według jednego indeksu, przyjmując {\displaystyle x_{0}(t)} i {\displaystyle x_{1}(t)} za dwa pierwsze elementy i definiując {\displaystyle W_{k}(t)=x_{m}^{i}(t)} dla k = 2,3,..., gdzie {\displaystyle k=2^{m-1}+i-1} oraz {\displaystyle i=1,...,2^{m-1}.} Przy takiej numeracji numer k funkcji Walsha jest równy liczbie jej przejść przez zero. Funkcje o numerach 2k – 1, k = 1, 2,... są w przedziale [0, 1] zwykłymi bipolarnymi falami prostokątnymi.

## Szereg Fouriera a ortonormalna baza Walsha
Uogólniony szereg Fouriera względem ortonormalnej bazy Walsha ma postać:
{\displaystyle x(t)=\sum _{k=0}^{\infty }\alpha _{k}W_{k}(t),\qquad \qquad (1)}
gdzie:
{\displaystyle \alpha _{k}=\int \limits _{0}^{1}x(t)W_{k}(t)dt.\qquad \qquad (2)}

## Funkcje Walsha
Funkcje Walsha tworzą bazę ortonormalną w przestrzeni L2(0,1). Są to funkcje binarne, odcinkami stałe, przyjmujące w każdej chwili t є [0,1] jedną z dwóch wartości: +1 lub -1. Podobnie jak funkcje Haara, funkcje Walsha są porządkowane według dwóch wskaźników. Funkcje te definiuje się następująco:
{\displaystyle x_{0}(t)=1{\text{ dla }}0\leq t\leq 1,\qquad \qquad (3)}
{\displaystyle x_{1}(t)=\left\{{1~~~dla~~0\leq t\leq 1/2, \atop -1~~~dla~~~1/2<t\leq 1,}\right.\qquad \qquad (4)}
{\displaystyle x_{2}^{1}(t)=\left\{{1~~~dla~~~0\leq t\leq 1/4~~~i~~~3/4<t\leq 1, \atop -1~~~dla~~~1/4<t<3/4,}\right.\qquad \qquad (5)}
{\displaystyle x_{2}^{2}(t)=\left\{{1~~~dla~~~0\leq t\leq 1/4~~~i~~~1/2<t<3/4, \atop -1~~~dla~~~1/4<t<1/2~~~i~~~3/4<t\leq 1,}\right.\qquad \qquad (6)}
oraz rekurencyjnie dla m = 1,2,... oraz {\displaystyle i=1,...,2^{m-1}{:}}
{\displaystyle x_{m+1}^{2i-1}(t)=\left\{{x_{m}^{i}(2t)~~~dla~~~0<t<1/2, \atop (-1)^{i+1}x_{m}^{i}(2t-1)~~~dla~~~1/2<t\leq 1,}\right.\qquad \qquad (7)}
{\displaystyle x_{m+1}^{2i}(t)=\left\{{x_{m}^{i}(2t)~~~dla~~~0<t<1/2, \atop (-1)^{i}x_{m}^{i}(2t-1)~~~dla~~~1/2<t\leq 1.}\right.\qquad \qquad (8)}

## Tworzenie funkcji Walsha
Na rysunku nr 1 przedstawiony jest sposób tworzenia pierwszych 16 funkcji Walsha. W punktach nieciągłości możemy przyjąć dowolne wartości, np. równe 1/2:

## Wyznaczanie rozwinięcia impulsu trójkątnego w ortonormalny szereg Walsha
Ze wzoru (2) obliczamy współczynniki rozwinięcia: {\displaystyle \alpha _{0}=1/2,}{\displaystyle \alpha _{1}=0,} {\displaystyle \alpha _{2}=-1/4,} {\displaystyle \alpha _{3}=0,} {\displaystyle \alpha _{4}=0,} {\displaystyle \alpha _{5}=0,} {\displaystyle \alpha _{6}=-1/8} itd. Na rysunkach (7) i (8) są pokazane kolejne przybliżenia impulsu x(t) pierwszym oraz pierwszymi trzema i pięcioma wyrazami szeregu Walsha. Sygnały aproksymujące N(t) mają postać funkcji składowych, których kształt w miarę zwiększania liczby wyrazów szeregu Walsha coraz bardziej przybliża się do impulsu trójkątnego. Biorąc pod uwagę kryterium energetyczne, aproksymację impulsu trójkątnego pierwszymi trzema niezerowymi wyrazami szeregu Walsha możemy uznać za dostatecznie dokładną.